# Aves não voadoras

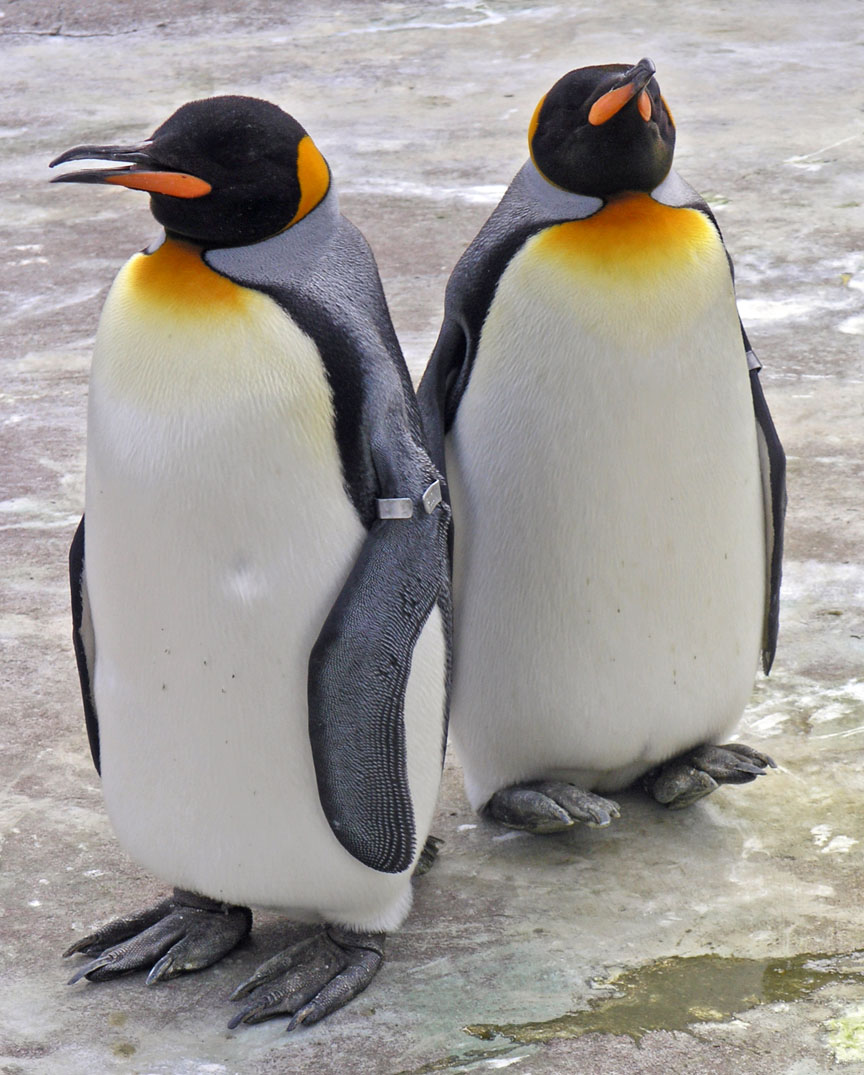
Os pinguins são um exemplo de ave não voadora.

Aves não voadoras são as que se derivaram para incapacidade de voar. Há mais de 40 espécies existentes, incluindo os ratitas bem populares conhecidos (avestruz, emu, casuar, ema e quiuí) e pinguins. A menor ave que não voa é a saracurinha-da-inacessível, endêmica do arquipélago de Tristão da Cunha, que tem apenas 12,5 cm de comprimento e pesa 34,7 g. A maior (tanto mais pesada como a mais alta), que também é a maior ave viva, é o avestruz (2,7 m de altura e até 156 kg). Avestruzes são criados por suas penas decorativas, carne e peles, que são usadas como couro.
Muitas aves domesticadas, como a galinha doméstica e o pato doméstico, perderam a capacidade de voar por períodos prolongados, embora as suas espécies ancestrais, o galo-banquiva e o pato-real, respectivamente, estão aptas a realizar um voo mais prolongado.
A incapacidade de voar surgiu em muitas aves diferentes de forma independente. Havia também outras famílias de aves que não voavam, como a já extinta Phorusrhacidae, que evoluíram para ser poderosos predadores terrestres. Levando isso a um extremo maior, as aves-do-terror, Gastornithiformes e Dromornithidae (todas extintas) desenvolveram formas do corpo semelhantes (ou seja, as pernas longas e longos pescoços e cabeças grandes), mas nenhuma delas eram intimamente relacionadas.